# Rapé (caricaturista)
Rapé, nombre artístico de Rafael Pineda (Veracruz, Veracruz, 20 de agosto de 1972) es un periodista, humorista gráfico, historietista y animador mexicano. Es director de la revista de humor político El Chamuco, y miembro de Cartooning For Peace y CartónClub.

## Biografía
Rafael Pineda es originario de Veracruz. Cursó la licenciatura de Comunicación en la Universidad Autónoma Metropolitana Unidad Xochimilco. Desde muy joven decidió dedicarse a la caricatura política, y comenzó a colaborar en la revista de humor político El Chamuco y los Hijos del Averno. Desde el 2001, ha colaborado en diferentes medios, como Canal 40, Unomásuno, México Hoy, La Crónica de Hoy, El Universal, El Economista, Reforma y el semanario Proceso en internet. En 1999 trabajó en la película Sin dejar huella dirigida por María Novaro. Actualmente publica en Milenio Diario, en la revista El Chamuco y Los Hijos del Averno y la revista Espaces Latinos (Francia).
Fue jurado del Premio Nacional de Periodismo de México en 2014.
Fue ganador del Premio Nacional de Periodismo 2016, en la categoría Caricatura y Humor, por su cartón político "Alfombra", ⁣ publicado en Milenio Diario, el cual, según el jurado, fue elegido por describir y sintetizar la crisis de violencia que atravesaba el país.
En 2019 participó en el proyecto Testigos: Las voces que hicieron sobrevivir a El Mozote del medio salvadoreño El Faro, en el cual, a través de una serie de cortos animados, se recrearon parte de los testimonios de algunas víctimas sobrevivientes de la masacre de El Mozote de 1981. En 2020 este proyecto fue nominado en la categoría Innovación al Premio Gabo.

## Premios y reconocimientos
- Primer Premio Nacional Rostros de la Discriminación "Gilberto Rincón Gallardo", México, 2011.[8]
- Premio Nacional de Periodismo, en categoría Caricatura y Humor, México, 2016.[6]
- Certamen Nacional de Periodismo 2021, categoría "Programa informativo y de humor político".[9]